# Eusebio Vélez
Eusebio Vélez de Mendizábal (Durana, Álava, 28 de marzo de 1935 - Vitoria, 16 de junio de 2020) fue un ciclista español.

## Biografía
Eusebio Vélez nació en Durana, un pequeño pueblo situado en las inmediaciones de la ciudad de Vitoria. Fue ciclista profesional entre 1958 y 1969, y director del equipo ciclista Kas de 1973 a 1978, coincidiendo con la época de máximo esplendor del equipo alavés. Desde 1960 aparece ligado al equipo Kas con el que competiría hasta 1967; permaneciendo sus dos últimas temporadas en el equipo Fagor.
Destacaron sus actuaciones en la Vuelta ciclista a España, en la que hizo dos podios y ganó una etapa. En la vuelta de 1961 .tras una contrarreloj por equipos en la primera jornada, Vélez se hizo con el maillot amarillo, que conservó durante tres jornadas. Este fue su primer éxito como corredor profesional. En la vuelta de 1963 fue 7º en la clasificación final. En la de 1964 ganó la contrarreloj de la primera etapa, colocándose como efímero maillot amarillo de nuevo; al final de la carrera acabó 4º en la general. En la vuelta a España de 1966 subió por primera vez al cajón, quedando 2º por detrás de su compañero de equipo Francisco Gabica y en una clasificación copada prácticamente por los componentes del equipo KAS. En la vuelta de 1968 fue 3º, subiendo por segunda vez al podio y cerró sus participaciones en la vuelta de 1969 con un 10º lugar. 
En el Giro de Italia tomó parte en dos ediciones, quedando 10º y 11º en la general. Su gran espina fue el Tour de Francia, en el que no pudo finalizar ninguna de las 4 ediciones que disputó. Participó también en mundiales.
Falleció a los ochenta y cinco años en Vitoria el 15 de junio de 2020.

## Palmarés
| 1962 - G.P. Ayuntamiento de Bilbao - Campeón de España por Regiones 1963 - G.P. Primavera - Circuito Urbano de Burgos - Vuelta a La Reigada (Asturias) - Circuito Montañés, más 1 etapa 1964 - 1 etapa de la Vuelta a Levante - G.P. Primavera - 1 etapa de la Vuelta a España - G. P. Astorga | 1965 - 1 etapa de la Bicicleta Eibarresa - Campeonato Vasco-Navarro de Montaña, actual G.P. Miguel Induráin 1966 - Bicicleta Eibarresa, más 1 etapa - Subida a Urkiola - Vuelta a La Reigada (Asturias) - G.P. Rodolfo González (Pravia - Asturias) 1968 - Subida a Arrate - G.P. Primavera 1969 - Amorebieta-Urkiola (G.P. Amistad) |

## Resultados en Grandes Vueltas y Campeonato del Mundo
Durante su carrera deportiva ha conseguido los siguientes puestos en las Grandes Vueltas y en los Campeonatos del Mundo en carretera:
| Carrera         | 1958 | 1959 | 1960 | 1961 | 1962 | 1963 | 1964 | 1965 | 1966 | 1967 | 1968 | 1969 |
| --------------- | ---- | ---- | ---- | ---- | ---- | ---- | ---- | ---- | ---- | ---- | ---- | ---- |
| Giro de Italia  | -    | -    | -    | -    | -    | -    | -    | -    | -    | 10º  | 11º  | -    |
| Tour de Francia | -    | -    | -    | -    | -    | Ab.  | Ab.  | Ab.  | Ab.  | -    | -    | -    |
| Vuelta a España | -    | -    | -    | Ab.  | 12º  | 7º   | 4º   | Ab.  | 2º   | 17º  | 3º   | 10º  |
| Mundial en Ruta | -    | -    | -    | -    | 21.º | -    | -    | -    | -    | -    | -    | -    |

-: No participa

Ab.: Abandono

## Equipos
- Independiente (1958-1959)
- Kas (1960-1967)
- Fagor (1968-1969)